# Ronde van de Finistère 2023
De 37e editie van de Ronde van de Finistère werd verreden op 13 mei 2023. De start vond plaats in Saint-Évarzec en de finish was in Quimper. De wedstrijd was onderdeel van de UCI Europe Tour van 2023 en de Coupe de France.
Titelverdediger van deze wedstrijd was Julien Simon, die deze race in totaal 3 maal op zijn naam schreef. Deze editie werd eveneens door een Fransman gewonnen, ditmaal was het Paul Penhoët die zegevierde. Penhoët liet onder andere zijn landgenoten Sandy Dujardin (2e) en Axel Zingle (3e) achter in de sprint. Greg Van Avermaet greep daarentegen net naast het podium, hij werd vierde.

## Uitslag
| Plaats  | Naam               | Ploeg         | tijd     |
| ------- | ------------------ | ------------- | -------- |
| Winnaar | Paul Penhoët       | Groupama-FDJ  | 4u46'22" |
| 2       | Sandy Dujardin     | TotalEnergies | z.t.     |
| 3       | Axel Zingle        | Cofidis       | z.t.     |
| 4       | Greg Van Avermaet  | AG2R-Citroën  | z.t.     |
| 5       | Jesús Herrada      | Cofidis       | z.t.     |
| 6       | Clément Venturini  | AG2R-Citroën  | z.t.     |
| 7       | Marco Tizza        | Bingoal WB    | z.t.     |
| 8       | Louis Barré        | Arkéa Samsic  | z.t.     |
| 9       | Florian Vermeersch | Lotto-Dstny   | z.t.     |
| 10      | Romain Grégoire    | Groupama-FDJ  | z.t.     |